# Juan Quintero
Juan Fernando Quintero Paniagua (Medellín, 18 de janeiro de 1993) é um futebolista colombiano que atua como meia-atacante. Atualmente joga no River Plate.

## Carreira

### Pescara
Quintero chegou ao Pescara na época de 2012–13 por empréstimo do Atlético Nacional. Fez no total 17 jogos e um gol, todos para a Liga Italiana, o que fez despertar a atenção de clubes portugueses e da própria seleção de Portugal, pelo fato de ter passaporte português. Porém, apesar do assédio, Quintero optou por defender a seleção da Colômbia, e se transferir para o time do Porto.

### Porto
Em julho de 2013, o Porto contratou Quintero por quatro temporadas, fixando uma cláusula de rescisão de 40 milhões de euros. O clube portista pagou ao Pescara 5 milhões de euros por 100% direitos desportivos e 50% dos direitos económicos
Marcou o seu primeiro gol pelo clube logo na primeira rodada da Primeira Liga, numa vitória por 3–1 contra o Vitória de Setúbal.

### Rennes
Quintero assinou um empréstimo de uma temporada com o Rennes, da Ligue 1. O meio-campista fez sua estreia contra o Nice, entrando ao decorrer e ajudando na derrota por 4 a 1. Quintero acabaria marcando seu primeiro gol pelo clube no jogo contra o Caen, resultando em um empate por 1 a 1.

### Independiente Medellín
Em 13 de setembro de 2016, foi relatado que Quintero retornaria à Liga Colombiana emprestado pelo Porto por um contrato com o Independiente Medellin, até dezembro de 2017.

### River Plate
Em 24 de janeiro de 2018, Quintero ingressou no clube argentino River Plate por empréstimo por um ano. O acordo foi celebrado em 300 mil euros e incluiu uma cláusula de compra de 5 milhões de euros.

### Shenzhen
Em 3 de setembro de 2020, Quintero se despediu do River Plate para jogar a Superliga Chinesa, defendendo as cores do Shenzen.

### Junior Barranquilla
Depois de negociar com Flamengo e Internacional, sem sucesso, Quintero acertou seu retorno ao futebol colombiano e foi anunciado pelo Junior Barranquilla no dia 13 de janeiro de 2023.

### Racing
Depois de atuar em apenas sete partidas pelo Junior Barranquilla, Quintero teve a sua contratação oficializada pelo Racing no dia 30 de julho de 2023. O clube argentino adquiriu 100% de seu passe por 3,6 milhões de dólares, e o jogador assinou contrato até dezembro de 2026. O meio-campista estreou pela equipe no dia 18 de agosto, num empate em 1 a 1 contra o Union Santa Fé, válido pela 1ª rodada da Copa da Liga.

## Títulos
Porto
- Supertaça Cândido de Oliveira: 2013

River Plate
- Supercopa Argentina: 2017
- Copa Libertadores da América: 2018
- Copa Argentina: 2018–19

Racing Club
- Copa Sul-Americana: 2024

Colômbia
- Campeonato Sul-Americano de Futebol Sub-20: 2013

### Prêmios Individuais
- Equipe Ideal da América (El País): 2018, 2024[8]